# Санто Стефано Белбо
Са̀нто Стѐфано Бе&#768лбо (на италиански: Santo Stefano Belbo; на пиемонтски: Sant-Ëstevo-ëd-Ber̂b, Сант-Ъстево-ъд-Берб) е малко градче и община в Северна Италия, провинция Кунео, регион Пиемонт. Разположено е на 170 m надморска височина. Населението на общината е 4036 души (към 2014 г.).